# Astra (Wrocław)
Centrum Handlowe Astra (dawniej Spółdzielczy Dom Handlowy Astra, po 1993 PSS Społem Astra) – dom handlowy, największy i najmłodszy dom towarowy "Społem" we Wrocławiu.

## Historia
Spółdzielczy Dom Handlowy Astra, znajdujący się przy ul. Horbaczewskiego 4-6 (na Gądowie Małym), otwarto 28 czerwca 1985. Budynek został zaprojektowany przez Biuro Studiów i Projektów Handlu Wewnętrznego w Warszawie, a funkcję głównego projektanta sprawował J. Hyrosz. Obiekt początkowo miał powierzchnię 14,4 tys. m². 3 grudnia 1999 została zakończona rozbudowa kompleksu o supermarket spożywczy, zwiększając tym samym powierzchnię do 20 tys. m² i o ok. 600 miejsc parkingowych na dachu. Przebudowa została zaprojektowana przez biuro projektowe ARRA (głównym projektantem był Tomasz Sołowij) i wybudowany w niespełna pół roku przez wrocławską firmę budowlaną Adam Majewski
W 2004 roku został otwarty drugi supermarket Astry, znajdujący się przy ul. Słubickiej 18 (budynek TGG).

## Program Klubowy
W Astrze działa Program Klubowy+, w którym klienci posiadający Kartę Klubową za zakupy w wybranych sklepach mogą zdobywać punkty. Po uzbieraniu określonej liczby punktów można wymieniać je na nagrody (m.in. na elektronikę). Punkty są ważne tylko przez dwa lata.